# Uyuni Lacuna
L'Uyuni Lacuna è una struttura geologica della superficie di Titano.